# Biastofilia
La biastofilia è una parafilia (dal greco biastes "stupro" e philia "amore") in cui l'eccitazione sessuale dipende o è ottenuta nell'atto di un'aggressione carnale di una persona senza il suo consenso, specialmente se essa è un estraneo.
A questa parafilia è collegata la raptofilia; essa deriva dal latino raptophilia (da rapere, "cogliere o rapire") detta anche stupro parafilico, è una
parafilia in cui l'eccitazione sessuale è sensibile e derivante alla realtà o fantasia della vittima di essere violentata e forzata a effettuare un coito. Generalmente essa è prerogativa del genere femminile e può essere anche una pratica sessuale in cui due soggetti consenzienti la utilizzino come pratica ludica ed erotica imitando i ruoli di stupratore e vittima.